# 백상아리
백상아리(영어: great white shark, 학명: Carcharodon carcharias)는 5대양의 얕은 연안에서 주로 서식하며 몸집이 현존하는 다른 포식성 상어들보다 큰 편이다.
백상아리는 세계에서 가장 큰 포식성 물고기이고, Carcharodon 속의 유일한 생존자이다. 바다의 최상위 포식자로 알려져 있으나 인간 때문에 멸종 위기에 처해 있으며, 큰 개체들의 경우 어부들에게 사냥 당하기도 한다. 큰 개체들은 사냥당한 사례가 없었으나, 최근 부산광역시에서 백상아리들이 어부들에게 사냥당한 일이 연이어 일어나기도 했다. 보통 수컷 기준으론 평균 길이 3.4 m ~ 3.9 m, 무게 522 kg ~ 721 kg 정도, 암컷 기준으론 평균 길이 4.6 m ~ 5.0 m, 무게 937 kg ~ 1351 kg 정도 나간다. 가장 큰 암컷 개체는 9m, 3톤까지 자라기도 한다.

## 사육현황
1981년까지는 백상아리가 수족관에서 11일 이상 생존한 기록이 없었다. 그 이후에 여러 시도를 한 끝에 몬터레이 베이 수족관에서 2006년 ~ 2007년에 약 1.7 m, 47 kg의 백상아리가 137일 동안 생존했고, 2007년 ~ 2008년에는 162일 생존하였으나, 결국 바다로 돌려 보내졌다.

## 먹이
먹이는 전갱이, 방어, 참치, 가다랭이, 꽁치, 고등어, 갈치, 멸치,그외 해양 포유류이다.

## 생식
백상아리의 생식에 관해서는 아직 모르는 부분이 많다. 백상아리가 태어나는 장면은 한 번도 목격된 적이 없지만, 임신한 암컷들이 발견됨에 따라 뱃속에서 알을 부화하는 난태생으로 번식하며 약 11개월의 임신기간을 갖는다고 밝혀졌다.
백상아리의 새끼는 처음 1개월 동안 강력한 턱을 발달시키면서 어미의 뱃속에서 부화한다. 그러면서 아직 태어나지 않은 형제들을 잡아먹으면서 성장한다. 한배 새끼의 수는 1~10마리 정도이며, 3년 정도의 생식주기를 갖는다고 한다.

## 메갈로돈과의 관계
메갈로돈(Otodus megalodon)은 한때 백상아리의 조상으로 생각되기도 했었던 상어였지만, 이제는 과거 메갈로돈이 속해있던 카르카로클레스 속이라는 것 자체가 오토두스 속에 편입되어 사라져버렸기 때문에 백상아리와 같은 속이 되었다. 따라서 메갈로돈은 백상아리의 조상이 맞다.

## 사람에 대한 위험성
백상아리는 전 세계적으로 분포하며, 전 세계적으로 백상아리에게 공격받았다는 사례가 있다. 2002년 한해에만 66건의 백상아리 공격 사례가 있었으며, 그 중 14건은 인간에게 치명적인 상처를 입혔다고 한다. 피터 벤츨리저의 소설인 죠스(Jaws)의 영향으로 전 세계적으로 백상아리는 식인상어라는 오명을 쓰게 되었다. 그러나 몇몇 학자들은 백상아리의 공격이 먹이에게 가하는 것과는 다르다고 주장한다. 그들의 연구에 따르면 인간은 백상아리의 먹이로 적합하지 않으며 또한 백상아리는 인간을 먹지 않는다고 한다. 하지만, 단순히 낯선 것에 대한 호기심에서 무는 경우가 있다고 한다. 백상아리에게 공격받아 사망한 사람이 사망한 원인의 거의 대부분은 장기의 손상이나 혈액의 손실에 의한 것이라고 한다.

## 특이한 행동과 특성
백상아리는 연골어류이다. 즉, 다른 물고기들과 같이 뼈대가 경골로 이루어져있지 않고, 골격이 모두 연골로 이루어져 앞뒤로 헤엄치지 못하고 오직 전진만이 가능하다. 백상아리는 부레가 없는 대신에 커다란 간 안에는 지방들로 가득 차 있는데, 이는 물보다 가볍기 때문에 물에 뜰 수 있다. 또한 부레가 없는 백상아리는 가라앉지 않고 부레 없이 숨을 쉴 수 있게 태어난 순간부터 죽는 순간까지 평생을 헤엄쳐야 하는 운명을 가지고 태어났다. 몸 또한 한평생 수영을 할 수 있도록 움직임에 도움을 주는 방향으로 만들어졌다. 다른 물고기들처럼 부레를 공기로 채우면 더 깊은 수심을 오르내릴 때 엄청난 수압의 차이를 견디기 어렵지만, 간을 지방으로 채우면 수심 2km의 깊이는 편하게 오고 갈 수 있게 부레가 없어도 간에 지방들로 가득차게 하여 특이한 특성을 가진다. 
백상아리를 포함한 상어의 청력 기관은 머리 안에 있어 물을 가로 질러 갈때의 백색 소음을 막아주기 때문에 멀리서 들리는 소리가 점점 커지지만 그 진동은 굉장히 미세하여 인간은 알아차릴 수 없을 정도로 들리지만 백상아리에게는 크고 선명하게 들리게 된다. 이 뿐만 아니라 인간의 들을 수 있는 주파수인 가청주파수보다 약 200배낮은 음역대도 감지할 수 있다. 200배 낮은 음역대라는 수치는 1.6km 정도 떨어진 거리에서 뭔가가 움직이는 소리도 잡을 수 있다는 뛰어난 특성이다. 코에서 꼬리까지 이어져 있는 양 측면에 있는 측선이 있다. 이 측선은 측선계에는 액체로 채워진 관이 있는데, 이 관은 동작 감지기처럼 작동하며 물속의 아주 미세한 진동으로 인한 압력 변화를 감지할 수 있다. 물속의 미세한 진동으로 상어의 피부가 눌리는데0.03mm정도 눌러지는 특성을 통하여 백상아리를 포함한 다른 상어들의 몸을 고성능인 지진계로 변화시킬 수 있다.  
백상아리는 특별한 근섬유와 전기 수용체를 가지고 있다. 백상아리가 수면 위로 뛰어오르는 모습들을 대부분 알고 있다. 마치 묘기를 부리는 듯한 모습인데, 무게가 2.3톤이나 되는 백상아리가 수면 위로 3m가량 뛰어오를 수 있는 이유는 상어의 피부에 있다. 상어의 피부는 뛰어난 탄력을 가지고 있어 몸을 구부리면 팽팽하게 당겼던 피부가 새총 고무줄처럼 앞으로 튕겨 나가며 활이 휘어 날라가듯 앞뒤로 흔들린다. 상어의 백색 근육, 흔히 속근이라고 말하는 주로 역도선수, 무산소 운동종목 선수들이 지니는 힘을 잘 낼 수 있는 근육인 백색 근육은 전체 근육량중 약 75%를 차지하며, 한 곳에 얽혀있는 근섬유를 통해 상어는 순각적으로 엄청난 힘을 발휘할 수 있다. 또한 전기 수용체라는 감각기관은 생존하는 동물의 근육 운동 및 경련은 미세한 변화를 감지할 수 있다. 이러한 미세한 변화를 느낄 수 있는 이유는 머리 주변에 기공 속의 젤리에 미세한 전기가 흐르기 때문에 상어는 인간의 상상을 아득히 넘어선 초월한 감각에 의존할 수 있다. 이 전기장을 감지할 수 있는 특이한 감각기관은 로렌치니 기관이라고 불리기도 하며, 상어가 적과 먹이를 찾을 수 있게 도와준다.  
백상아리를 포함한 상어들은 입을 벌린채로 움직인다. 이는 공포감을 형성하여 먹잇감에게 겁을 주는 것처럼 보이지만 입을 벌린 채로 헤엄을 치는 이유는 상대를 위협하여 공포를 느끼게 하기 위함이 아니라, 숨을 쉬기 위해서이다. 물속에서는 산소농도가 희박하다. 보통적인 물고기들이 속하는 경골어류들은 희박한 산소를 잘 흡수하기 위해 능동적으로 아가미를 움직여 빠르게 물에서 산소를 걸러낸다. 하지만 백상아리의 경우에는 아가미에 운동기능이 없다. 그렇기 때문에 입을 벌린 채 계속 움직여서 물이 아가미를 지나갈 수 있게 해야 하므로 입을 벌리고 헤엄치며 다니는 것이다.  

## 보호활동
스포츠 낚시, 이빨과 턱뼈를 얻기 위한 밀렵과 해수욕장에 출몰하는 것을 막기 위해 하는 사살은 백상아리의 개체수를 빠르게 감소시키고 있다. 국제자연보호연맹(International Union for Conservation of Nature and Natural Resources
undefined, IUCN)에서는 백상아리를 취약 등급으로 지정하였다. 또한 멸종위기에 처한 야생동식물종의 국제거래에 관한 협약(Convention on International Trade in Endangered Species of Wild Flora and Fauna, CITES)에서는 백상아리를 부속서 2종으로 설정하여, 국가 간의 거래를 할 때는 반드시 수출허가가 필요하다. 일부 연안 국가에서는 백상아리를 보호종으로 지정하고 무단적인 포획과 사살을 금하고 있다.

## 사진

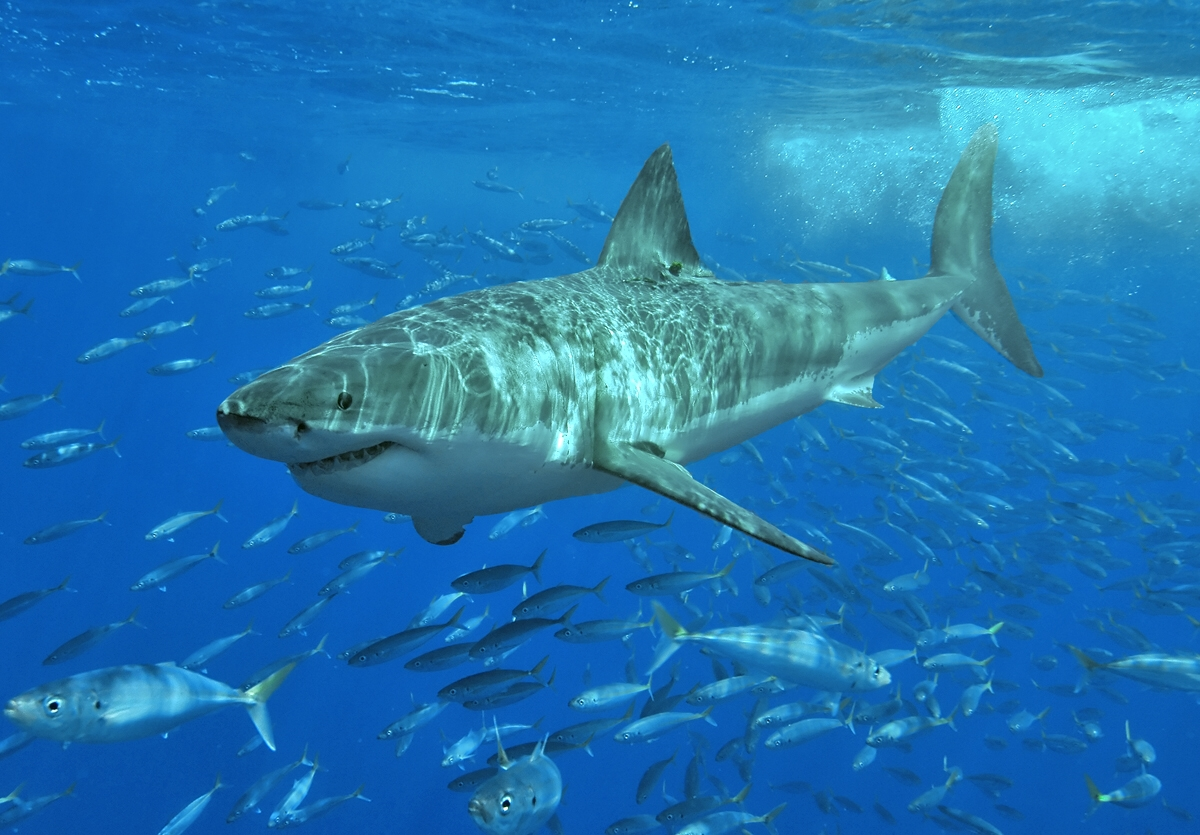
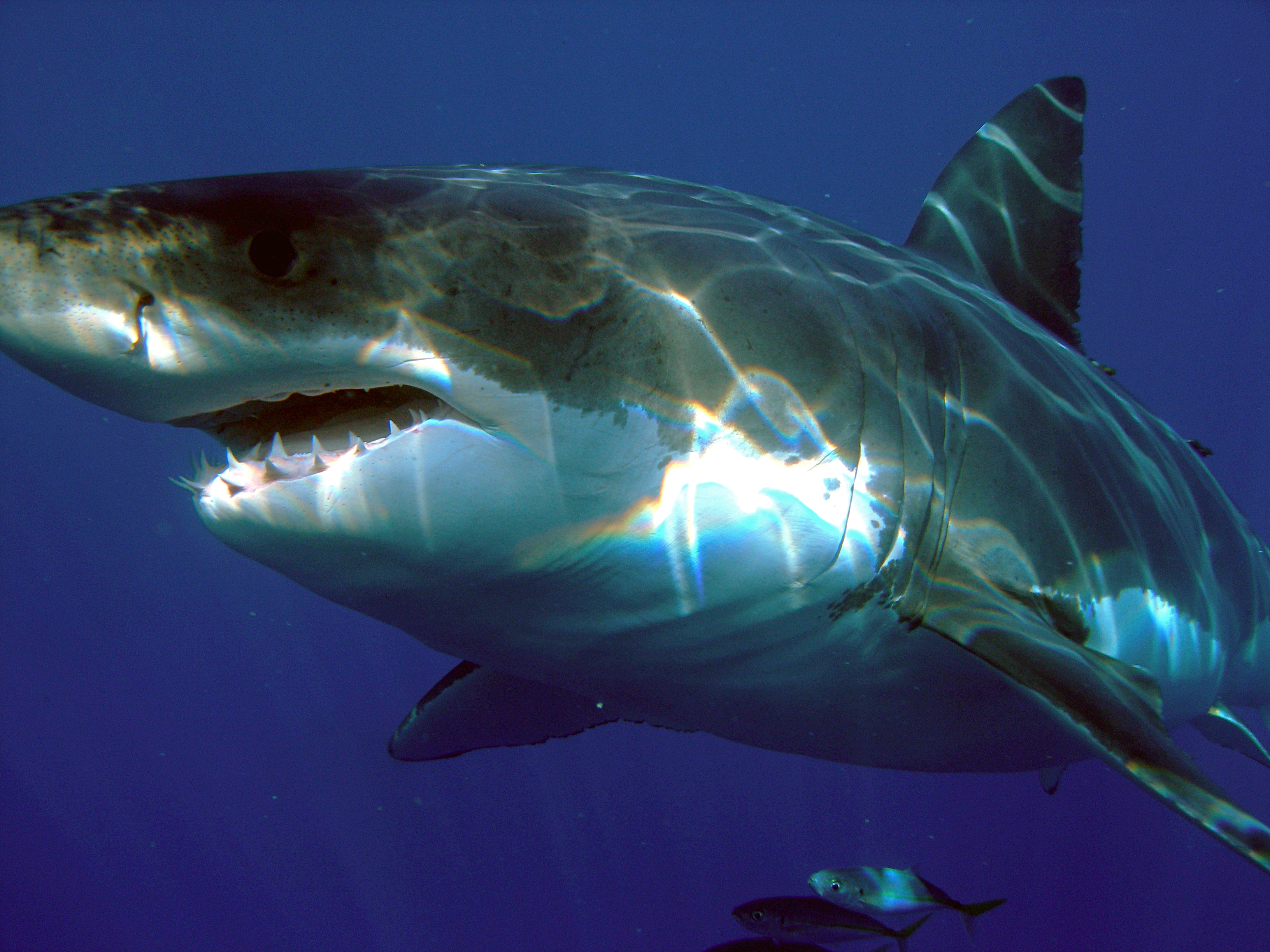
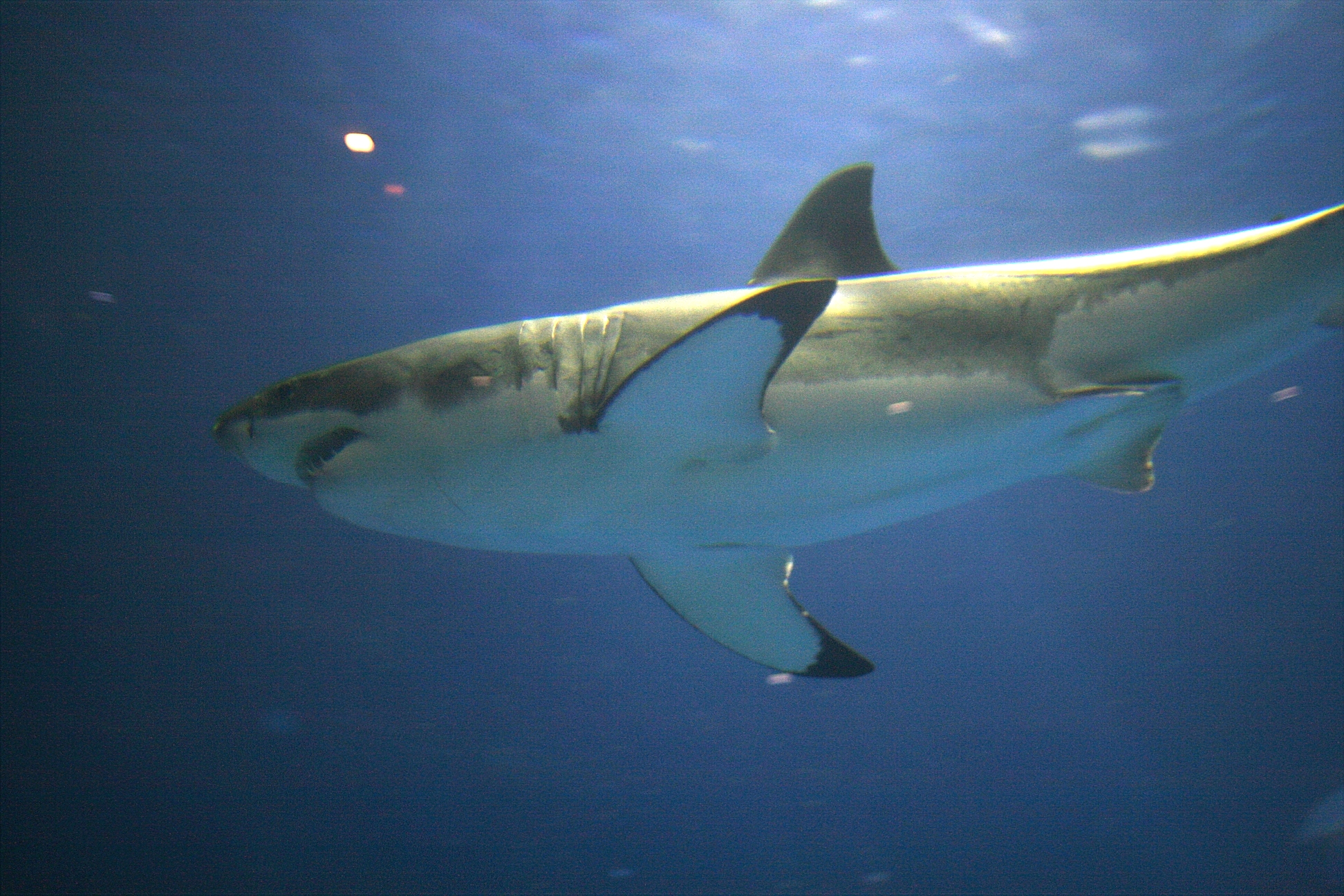

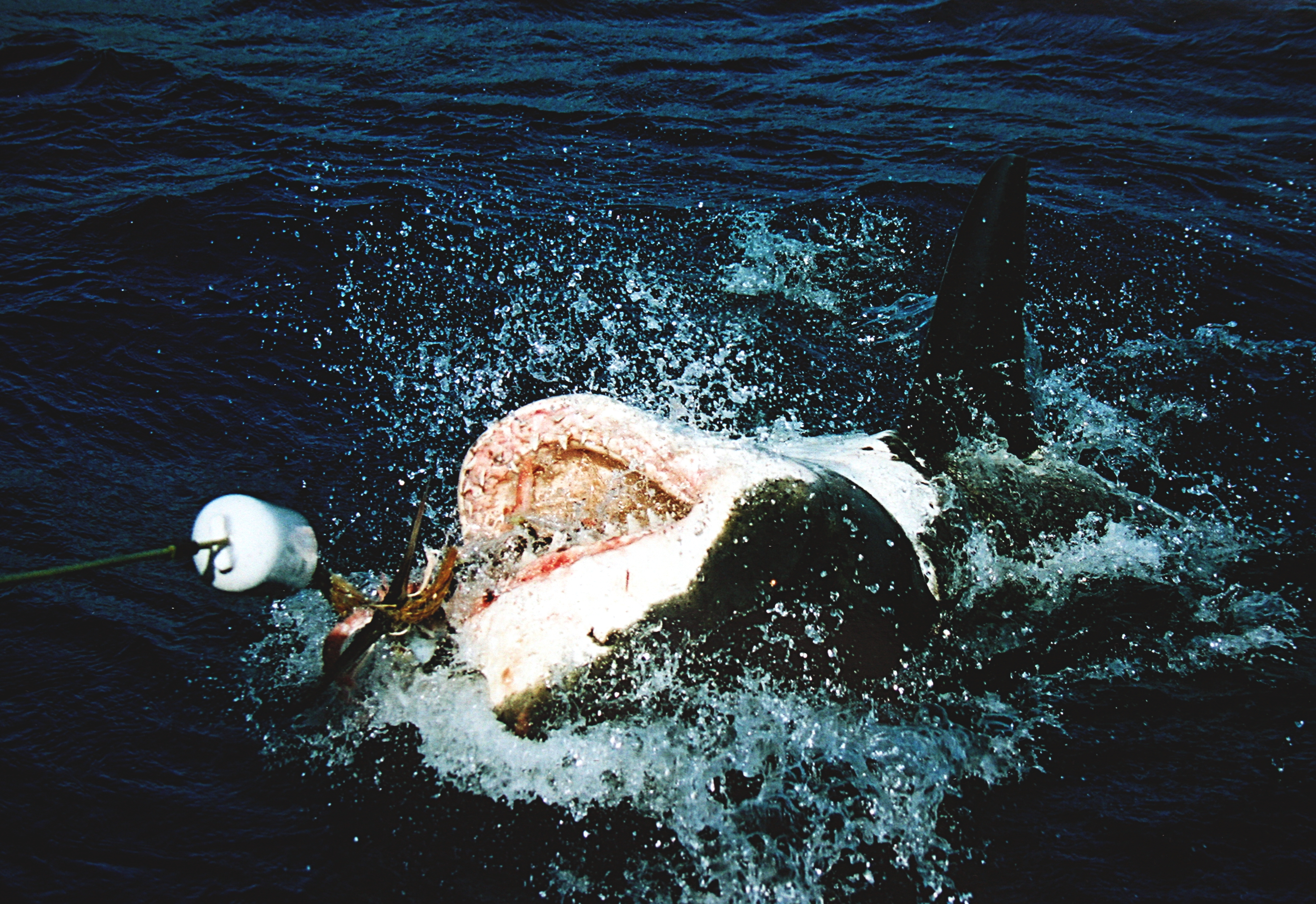
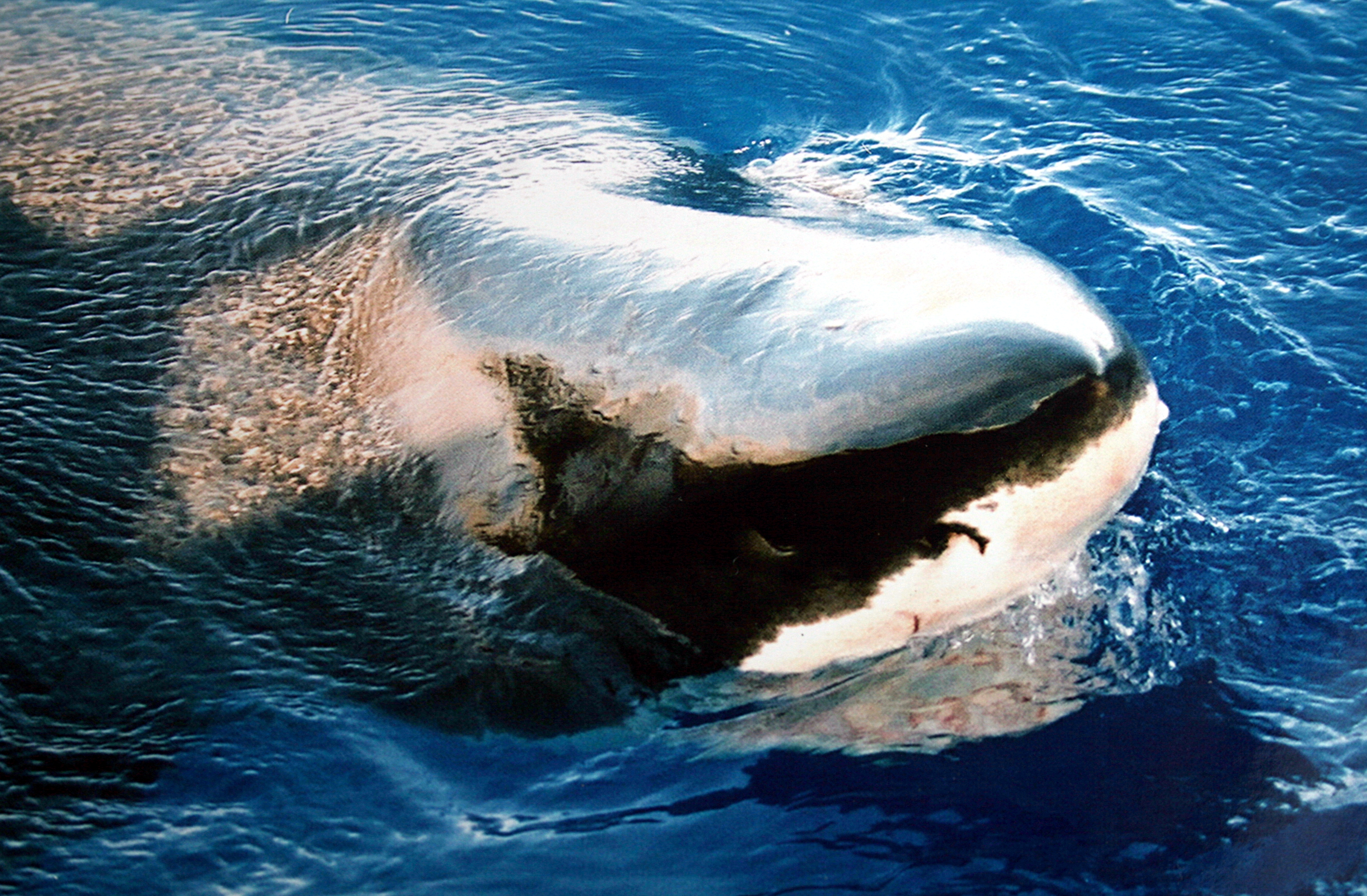
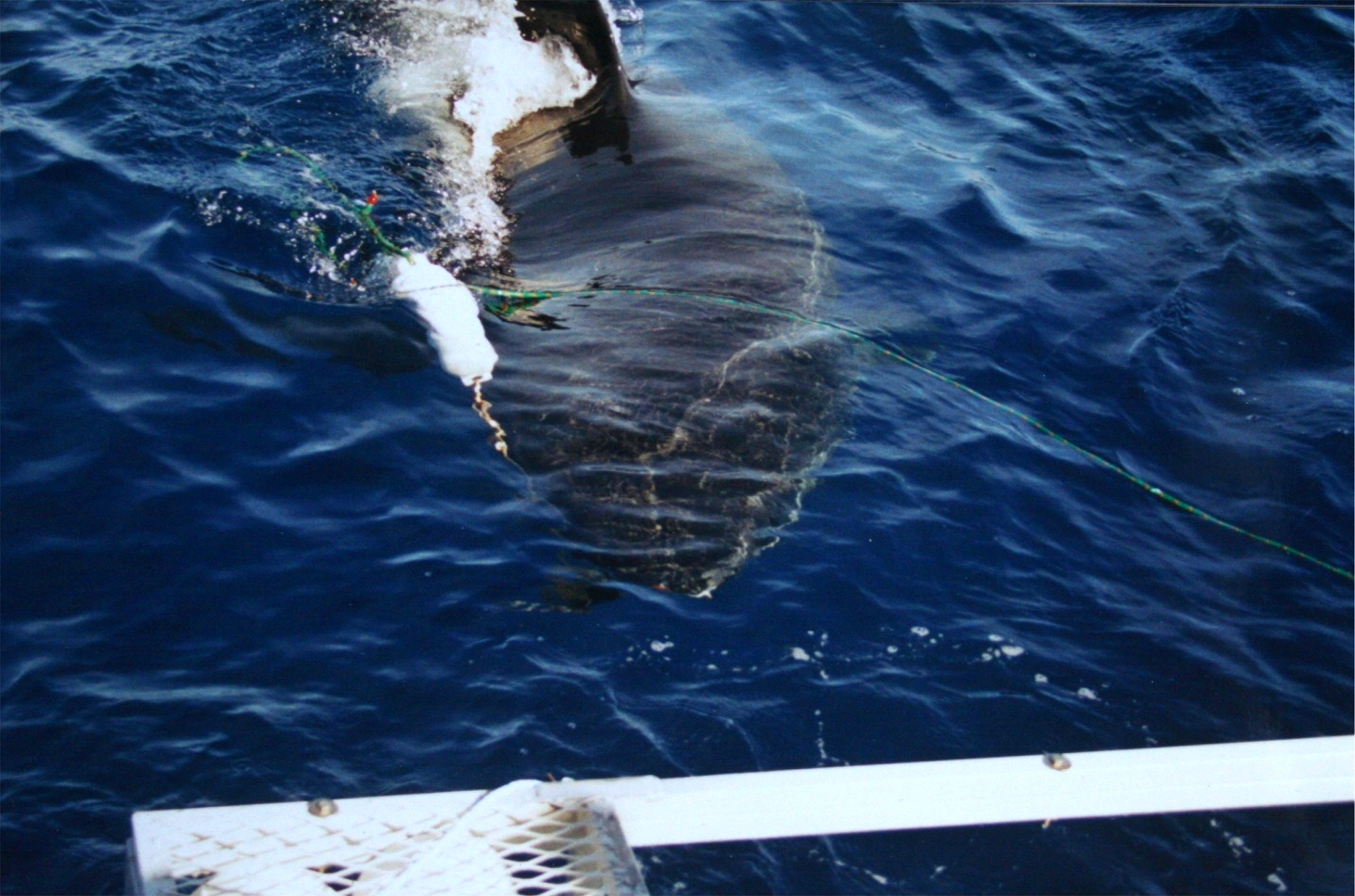
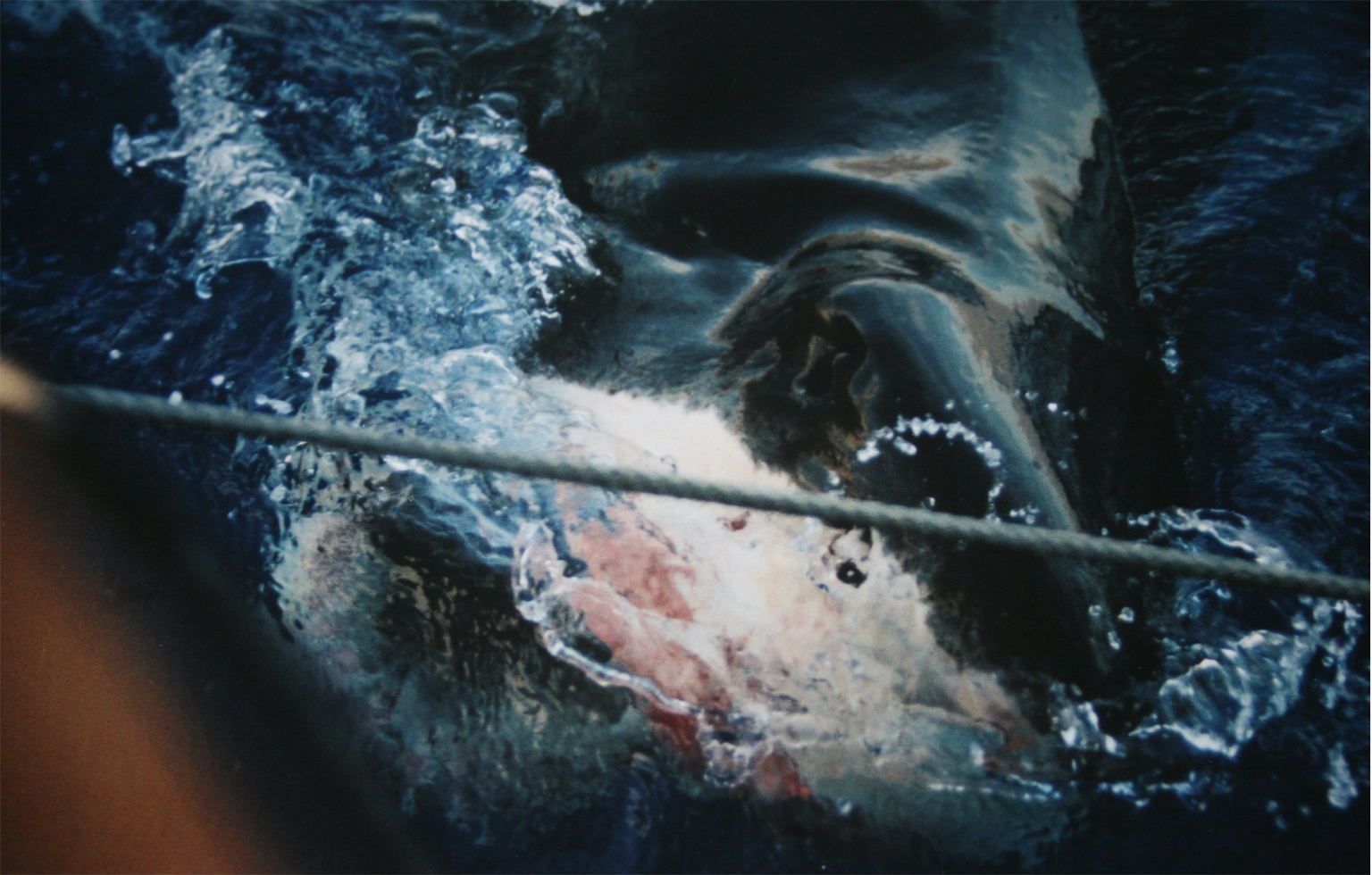
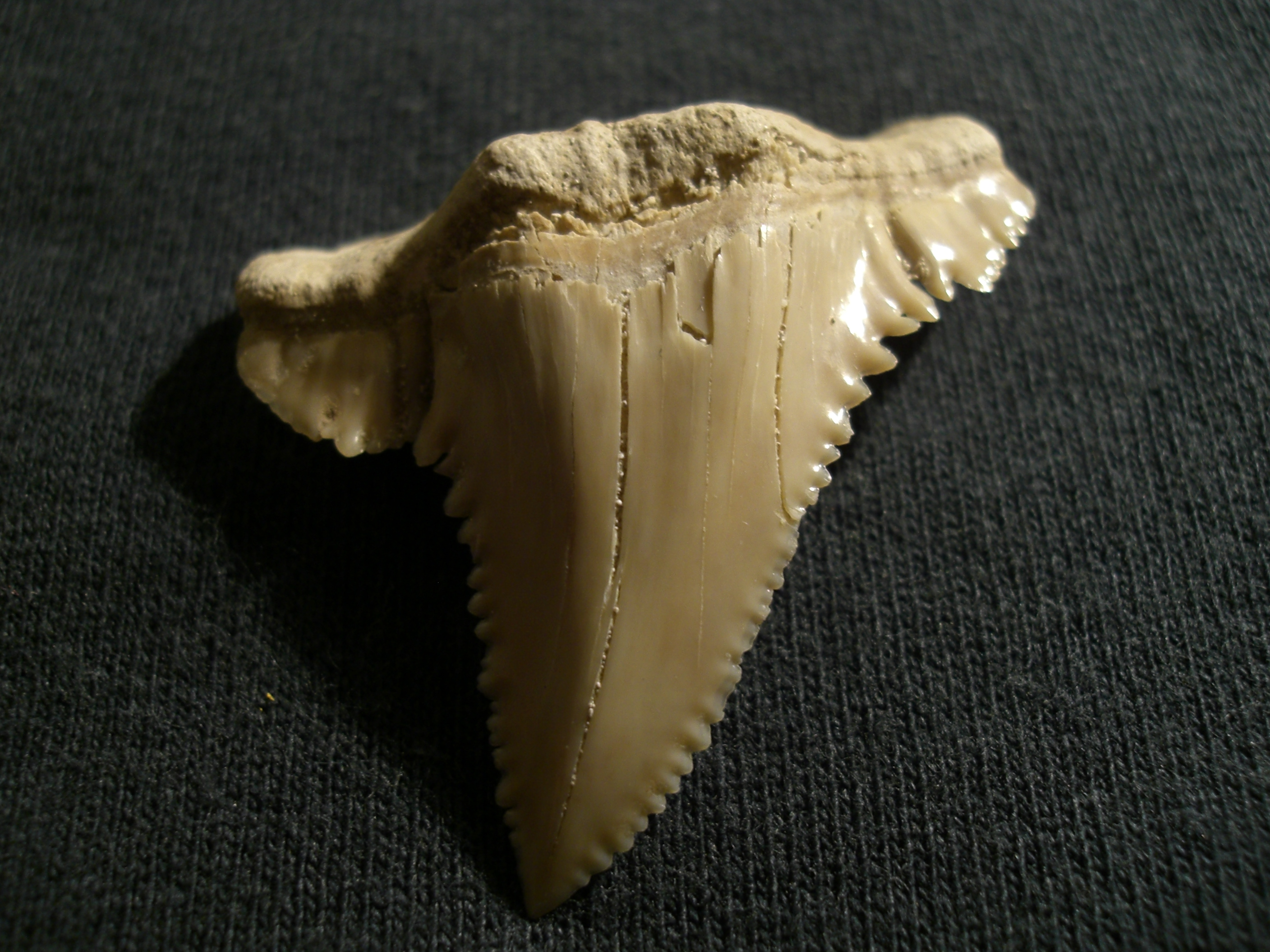
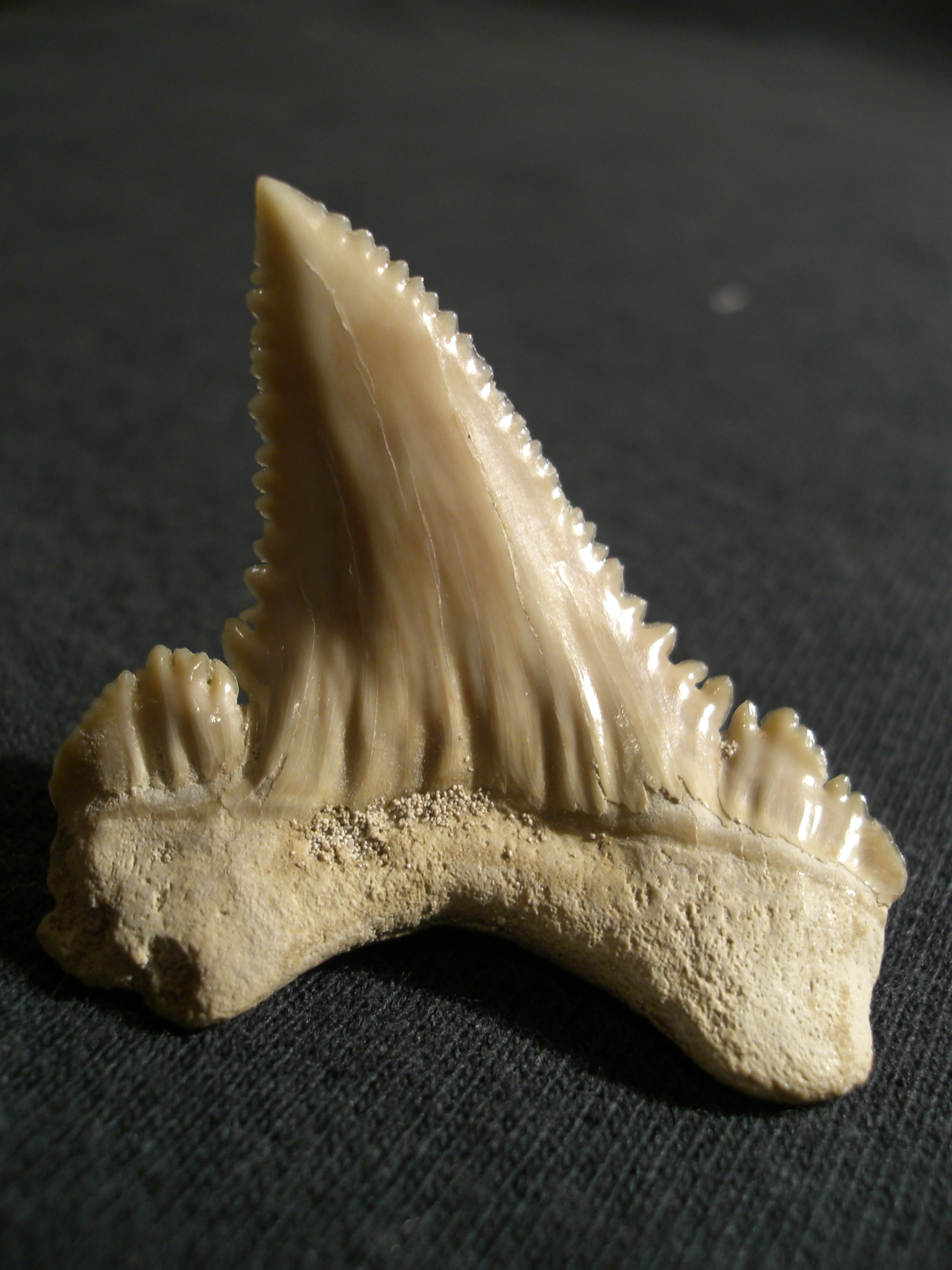
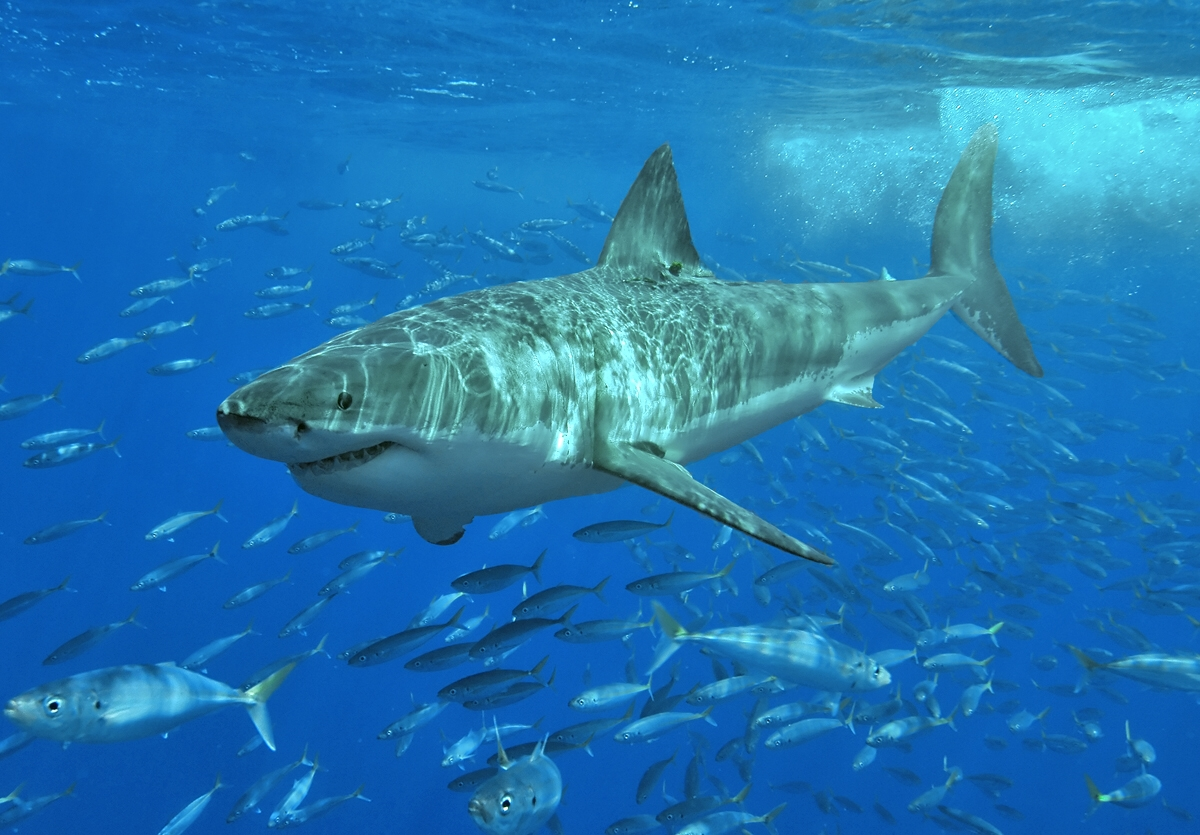
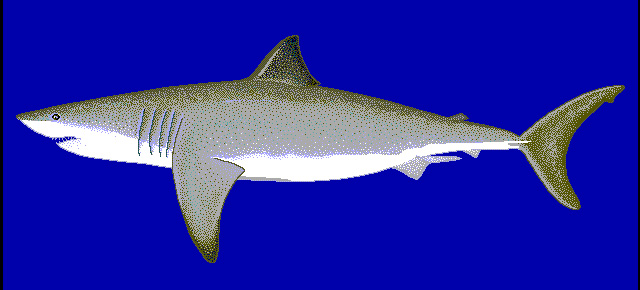
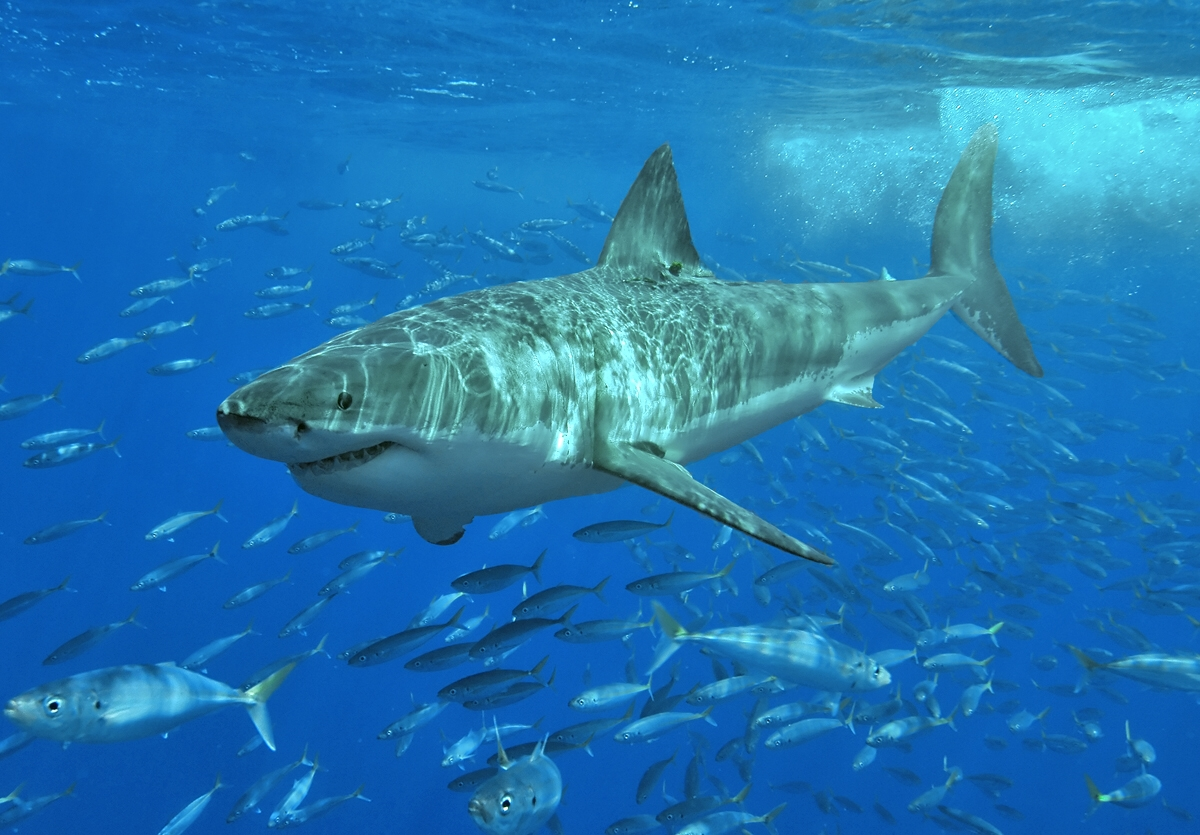

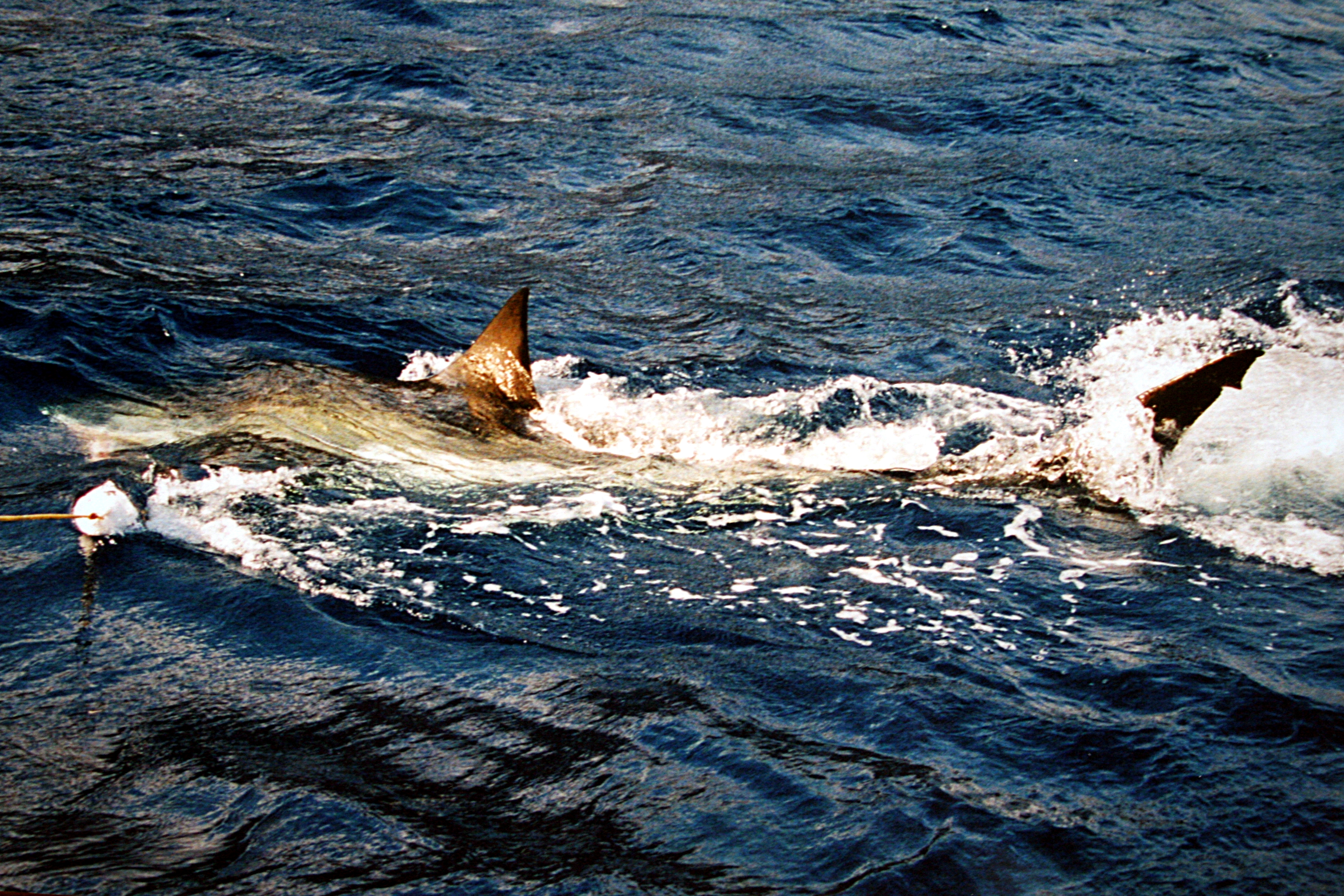
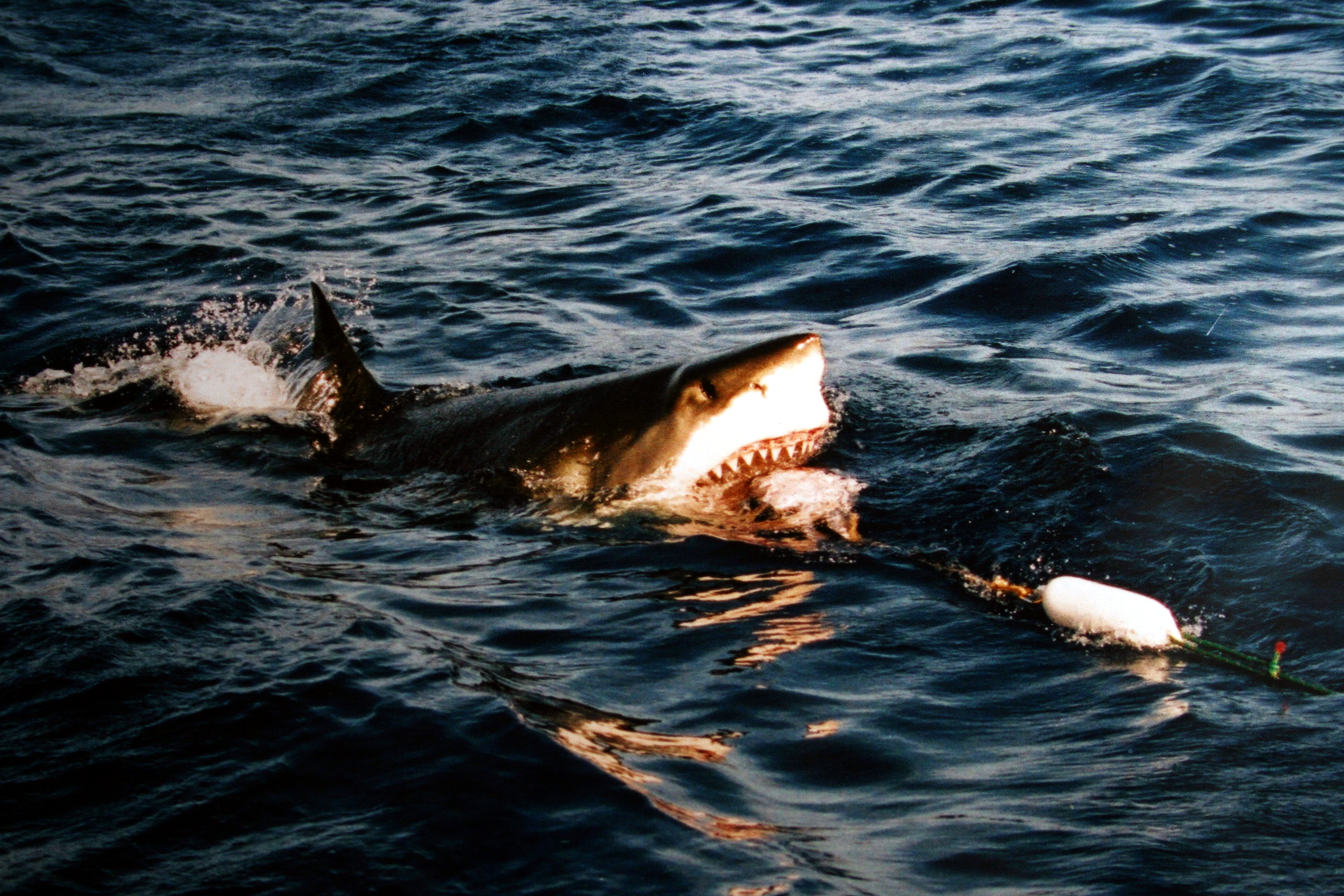

## 대중매체
- 원피스 - 호디 존스
- 니모를 찾아서 - 브루스
- 죠스 - 죠스